# Văn phòng Kinh tế Văn hóa Đài Bắc tại Việt Nam
Văn phòng Kinh tế và Văn hóa Đài Bắc tại Việt Nam (tiếng Trung: 駐越南台北經濟文化辦事處; bính âm: Zhù Yuènán Táiběi Jīngjì Wénhuà Bànshì Chù, Trú Việt Nam Đài Bắc Kinh tế Văn hóa Biện sự xứ) là văn phòng đại diện của Đài Loan tại Việt Nam, có chức năng như một đại sứ quán de facto khi hai chính quyền chưa thiết lập quan hệ ngoại giao chính thức. Văn phòng cũng giữ trách nhiệm ngoại giao đối với Lào.
Cơ quan đối tác của nó tại Đài Loan là Văn phòng Kinh tế Văn hóa Việt Nam tại Đài Bắc tại Đài Bắc.
Ngoài ra còn có một Văn phòng Kinh tế Văn hóa Đài Bắc tại Thành phố Hồ Chí Minh. Cơ quan này đảm nhiệm các trách nhiệm ngoại giao ở các khu vực phía Nam của Việt Nam cũng như đối với Campuchia.

## Lịch sử
Trong thời kỳ Chiến tranh Việt Nam, Đài Loan, với tư cách là Trung Hoa Dân quốc, từng duy trì mối quan hệ ngoại giao chính thức với chính quyền Việt Nam Cộng hòa và từng có một đại sứ quán ở Sài Gòn. Tuy nhiên, nó đã đình chỉ hoạt động sau sự sụp đổ của chính quyền Việt Nam Cộng hòa, và chính quyền Việt Nam thống nhất, lại duy trình mối quan hệ ngoại giao chính thức với Cộng hòa Nhân dân Trung Hoa.
Tuy nhiên, những mâu thuẫn trước đó nhanh chóng bùng nổ, đưa hai nước từng là đồng minh mật thiết trở thành kẻ thù. Dù những xung đột vũ trang về sau cũng được dàn xếp, nhưng Việt Nam nhanh chóng hiểu ra mình cần một chính sách quan hệ cởi mở hơn, bao gồm cả với những đối thủ cũ như Đài Loan, Hàn Quốc...
Khởi đầu cho mối quan hệ đó là những chuyến thăm Việt Nam của Hiệp hội Công nghiệp và Thương mại Trung-Việt (SVICA) và Hội đồng Phát triển Thương mại Đối ngoại Trung Hoa (CETRA) vào năm 1991. Kết quả của những cuộc viếng thăm này là sự hình thành Văn phòng Kinh tế Văn hóa Đài Bắc tại Việt Nam, cũng như Văn phòng Kinh tế Văn hóa Đài Bắc tại Thành phố Hồ Chí Minh, được thành lập vào tháng 6 năm 1992. Mặc dù vẫn duy trì mối quan hệ mật thiết và chỉ chính thức công nhận chính quyền Cộng hòa Nhân dân Trung Hoa, cũng như chính sách Một Trung Quốc, Việt Nam vẫn duy trì mối quan hệ ngoại giao không chính thức với Đài Loan một cách độc lập. Vì vậy, năm 1993, Văn phòng Kinh tế Văn hóa Việt Nam tại Đài Bắc được thành lập. Nó giữ vai trò như một đại sứ quán không chính thức của Việt Nam tại Đài Loan. Ngoài ra một chi nhánh của văn phòng cũng được đặt tại Cao Hùng, giữ vai trò như một Lãnh sự quán không chính thức.